# МММ-2011
МММ-2011 / МММ-2012 / MMM-Global — финансовая пирамида, созданная Сергеем Мавроди, основателем в 1992 году финансовой пирамиды АО МММ. Пирамида создана 10 января 2011 года и реорганизована в «МММ-2012» 16 июня 2012 года. С 2014 года система преобразовалась в международный проект MMM-Global. Об МММ-2011 режиссёр Сергей Бурмистров снял документальный фильм «Мавроди. Нищий миллиардер», показанный в 2012 году на Первом канале.
Участие в МММ-2011 было основано на приобретении и погашении специально созданных виртуальных ценных бумаг — МАВРО (первоначальное название — «МММ-доллары») нескольких выпусков по ценам, устанавливаемым Сергеем Мавроди. Участник системы мог получить «прибыль» за счёт постоянно возрастающего курса МАВРО (от 10 % до 100 % в месяц в разные периоды времени).
В МММ-2012 и в MMM-Global участники системы вместо «покупки» и «продажи» МАВРО использовали термины «Оказание помощи» и «Получение помощи». Первоначально участник совершает операцию «Оказания помощи» — переводит деньги другому участнику, реквизиты которого указываются в личном кабинете. После подтверждения от получателя в личном кабинете на момент «Оказания помощи» фиксируется определённое количество МАВРО. Участник, «оказавший помощь», получает возможность сделать запрос на «получение помощи» в рамках своего количества МАВРО, но по текущему курсу.
Все операции с МАВРО учитываются только в личном кабинете (в МММ-2011 учёт вёлся непосредственно десятниками системы).
Аббревиатуру «МММ» расшифровывают как девиз «Мы Можем Многое». Альтернативными вариантами расшифровки являются фразы «Мы Меняем Мир» или «Ми Маємо Мету» (с укр. — «У нас есть цель»). Также был разработан «Кодекс чести» МММщика (участника пирамиды).
16 июня 2012 года Сергей Мавроди объявил о прекращении деятельности МММ-2011 и создании МММ-2012.
16 сентября 2012 года образован оргкомитет политической партии с аналогичным названием «Партия МММ» под председательством основателя пирамиды Сергея Мавроди. По фактам деятельности участников МММ-2011 были возбуждены уголовные дела в России, Молдавии и Белоруссии, но по состоянию на август 2015 года только в Белоруссии был вынесен приговор в отношении 14 «десятников» и «сотников» системы по обвинению в незаконном предпринимательстве.

## Принцип действия
Пирамида действует по схеме Понци, придуманной в 1920-х годах Чарльзом Понци, в которой прибыль образуется за счёт вновь прибывших участников.
Принцип действия системы заключается в «покупке» или приобретении участниками виртуальных «МАВРО» (первоначально расчётные единицы назывались «МММ-доллары»). Курс МАВРО изменяется на основании распоряжений Мавроди (но обычно растет с постоянной скоростью от 10 % до 100 % в месяц). По состоянию на июнь 2011 года существовало несколько видов МАВРО с разным уровнем «доходности» (от 20 до 60 % в месяц) и разными условиями их «покупки» (простые, льготные, депозитные, страховые, лотерейные). С 23 апреля 2012 года «купить» можно только МАВРО с доходностью 40 % в месяц.
У МММ-2011 не было официально зарегистрированной организации, нет единого центра, нет единого счёта в банке. Когда участник хочет «продать» все или часть своих МАВРО, то деньги он получает непосредственно от другого участника или по распоряжению такового (В МММ-2012 и MMM-Global распоряжения («Поручения») выдаются, т. н. «Диспетчером» — автоматизированной программой, являющейся частью системы). Форма передачи средств не регламентирована (наличные, денежный перевод, электронная платёжная система и т. п. Однако в последнее время в МММ-2012 и MMM-Global это или банковские переводы, или переводы через систему Биткойн). Часть средств используется для оплаты рекламы, компенсаций, подарков.
Для участия в МММ-2011 было достаточно зарегистрироваться у руководителя десятки. Для участия в МММ-2012 и MMM-Global необходимо регистрироваться только через официальный сайт в т. н. «Личном кабинете». После успешной регистрации на счёт нового участника зачисляются подарочные МАВРО в эквиваленте 20 долларов США (одноразовая акция в МММ-2011), которые разрешается продавать не ранее чем через 2 недели после регистрации. Можно «купить» дополнительные МАВРО, для чего требуется зарезервировать некоторую сумму (задекларировать её неприкосновенность), которую можно хранить самостоятельно или передать на хранение руководителю «десятки» (в МММ-2012 все средства хранятся только на личных счетах участников и не передаются на хранение «десятникам»). Считается, что при таком резервировании участник «покупает» некоторое количество МАВРО оговорённого типа, от которого зависит уровень доходности. Доход формируется за счёт изменения котировок МАВРО, которые публикуются на официальном сайте и дважды в неделю назначаются лично Сергеем Мавроди. В личном кабинете МММ-2012 или MMM-Global можно видеть прогнозы роста МАВРО. При «продаже» МАВРО участник уведомляет о своём решении руководителя ячейки, количество «проданных» МАВРО умножается на текущую соответствующую цену, и предполагается, что сумма будет выплачена из денег данной ячейки, а при их нехватке — из денег других ячеек. В МММ-2012 и MMM-Global участник «Запрашивает помощь» через личный кабинет и автоматизированная программа «Диспетчер» формирует заявки, которые распределяются между теми, кто хочет «Оказать помощь».

## История
10 января 2011 года Сергей Мавроди объявил в своем видеоблоге о создании нового проекта — «МММ-2011: Мы Можем Многое!». В своём блоге Мавроди изначально назвал проект «финансовой пирамидой» и предупредил о возможной потере средств в любой момент. Он предполагает прибыль до 20 % ежемесячно, а пенсионерам и инвалидам — до 30 %. Он предлагает открывать долларовые счета в электронных платежных системах и покупать виртуальные билеты, которые будут расти в цене. Мавроди надеется привлечь в свой проект в этом году до ста тысяч участников, а в следующем — до миллиона. Мавроди полагает, что МММ-2011 будет работать несколько десятилетий.
У МВД контролирующих или разрешительных функций для проверки новой финансовой пирамиды Мавроди на начало 2011 года не было. Павел Медведев считает, что новая пирамида не отличается от старой и планирует отправить запрос по МММ-2011 в прокуратуру. Созданию новой финансовой пирамиды намерена помешать и Госдума.
3 февраля 2011 года Федеральная антимонопольная служба (ФАС России) направила в МВД России заключение своего Экспертного совета по развитию конкуренции на финансовых рынках (секция по рынку ценных бумаг) о признании «МММ-2011» финансовой пирамидой. К заключению были приложены результаты математического исследования модели «МММ-2011», проведенного Национальным агентством финансовых исследований. В интервью руководитель ФАС России И. Ю. Артемьев сообщил: «Члены Экспертного совета пришли к выводу, что схема МММ-2011 несёт в себе признаки мошенничества, так как она в реальности никогда не принесёт заявленной доходности». Ранее заместитель руководителя ФАС России Андрей Кашеваров заявлял, что, по его мнению, у правоохранительных органов будут основания рассмотреть данное обращение по 30-й статье Уголовного кодекса как приготовление к преступлению и покушение на преступление и связать это со 159-й статьей УК «Мошенничество».
По мнению Роспотребнадзора, опубликованному в начале 2011 года, МММ-2011 имеет правила, характерные для азартных игр. Также служба рекомендовала гражданам «отказаться от участия в сомнительных „финансовых операциях“ и азартных играх, в том числе в сети „Интернет“, которые с большой долей вероятности могут привести к потере размещенных денежных средств.».
Несмотря на очевидность построения МММ-2011 как финансовой пирамиды, по данным опроса, опубликованного 9 февраля 2011 года Всероссийским центром изучения общественного мнения (ВЦИОМ), вложить свои деньги в новый проект Сергея Мавроди готовы 3 % россиян, но лишь 1 % опрошенных прогнозируют долгую и эффективную работу МММ-2011. Среди тех, чей ежемесячный доход — до 1500 рублей на человека, 13 % готовы участвовать в новой пирамиде.
На 13 февраля 2011 года в блоге Мавроди вывешен список с 8840 участниками. Позднее списки были удалены.
15 февраля 2011 года прежний форум МММ-2011 был лишен статуса официального: Мавроди опубликовал сообщение о закрытии форума и удалил ссылку на него из своего блога, а 17 февраля 2011 года сайт форума по неизвестным причинам стал недоступен, но затем форум МММ-2011 был восстановлен в качестве неофициального на сайте forum.mmm-net.com. 19 февраля 2011 года списки участников МММ-2011 были удалены из блога Мавроди.
25 февраля 2011 года Мавроди предложил на должность управляющего МММ-2011 некоего руководителя группы техподдержки системы МММ-2011, проживающего на Украине, и потребовал его избрания. В случае его неизбрания Мавроди пообещал отказаться от участия в проекте МММ-2011. Имя кандидата Мавроди не раскрыл, но на неофициальном форуме МММ-2011 и блогах участников пишут о том, что им является программист Дануков Павел Иванович, 1986 года рождения, проживающий в г. Львове (Украина), связанный с сайтом stepforyou.com. 28 февраля 2011 года выборы управляющего завершились с результатами: «За» — 93,00 %, «Против» — 5,53 %, «Воздержался» — 1,47 %.
4 марта 2011 года Мавроди предложил возможность повышения доходности вложений в МММ-2011 до 60 % в месяц за счет «депозитов» (обязательства участников не «продавать» МММ-доллары в течение определённого срока), а затем предложил на основе МММ-долларов «страховой продукт», виртуальные «акции» и «валюты».
19 апреля 2011 года официальный блог Сергея Мавроди по неизвестным причинам был удален. Создан новый блог по адресу http://sergey-mavrodi.com . По случаю удаления блога было сделано видеообращение Сергеем Мавроди.
21 апреля 2011 года Сергей Мавроди в своём видеообращении заявил о том, что на Украине на Майдане Независимости проходила акция протеста против закрытия его блога. В то же время СМИ утверждают иное, что в это время проходили две другие акции: основная и многочисленная — акция участников боевых действий за соблюдение их прав, и малочисленная — акция протеста против финансовых пирамид..
25 апреля 2011 года Сергей Мавроди в своём видеообращении заявил о том, что его юристы уже готовят иск к Google в связи с закрытием блога.
4 июня 2011 года закончился срок первых трехмесячных «депозитов». Вложенные деньги за 3 месяца увеличились: у обычных участников — в 2,2 раза, у льготников — в 2,74 раза.
9 июня 2011 года отменено ограничение по сумме покупки МММ-долларов, хотя вклады более 5000 МММ-долларов нужно согласовывать с управляющим МММ-2011.
16 июня 2011 года на Чистопрудном бульваре у памятника А. С. Грибоедову прошёл митинг с целью — «Защитить конституционные права С. П. Мавроди на свободное распространение информации». Митинг собрал 200—250 человек.
22 июня 2011 года Сергей Мавроди взял курс на точечную рекламу МММ-2011 прежде всего в мелких городах. Был оглашен предполагаемый бюджет новой рекламной кампании — 1 000 000 $ в месяц..
2 июля 2011 года были введены дополнительные бонусы для десятников, сотников, тысячников и «темников» (десятитысячников) — определённый процент от суммы вкладов подконтрольных им участников. По словам Мавроди, эти меры призваны сподвигнуть десятников, сотников и т. д. на более добросовестное отношение к своим обязанностям.
22 июля 2011 года введен бонус каждому новому зарегистрировавшемуся участнику в размере 20 $.
25 июля 2011 года в интервью для сайта www.prostobank.ua Сергей Мавроди на вопрос о нынешнем количестве участников пирамиды ответил: «Больше миллиона».
1 сентября 2011 года подошёл срок разморозки первых полугодовых депозитов.
18 сентября 2011 года С. Мавроди было объявлено, что продажа всех депозитных МММ-долларов и реферал-бонусы второго уровня отменяются. Спустя пару часов Мавроди заявил, что по многочисленным просьбам участников депозиты все ещё можно будет приобрести до 24 сентября.
1 октября 2011 года было заявлено о запуске работы биржи.
22 октября в новостях Сергей Мавроди сообщил о возвращении депозитов, которые были отменены месяц назад.
29 октября были отменены МММ-доллары. Им на смену пришли МАВРО (по аналогии с евро). При этом была отменена привязка к доллару и сделаны МАВРО разных типов: мавродоллар, мавроевро, маврорубль и т. д.
12 декабря 2011 года. В соответствии с акцией «Новогодний бонус», любые МАВРО, купленные в период с (03:48 МСК 12 декабря 2011) и до 15 января 2012 включительно, сразу увеличиваются на 25 %.. Впоследствии акцию продлили на неопределённое время.
10 марта 2012 года в центре Екатеринбурга  на площади у памятника «Чёрный тюльпан» прошёл митинг сторонников Сергея Мавроди,
16 марта 2012 года деятельность ячеек МММ-2011 в Беларуси была пресечена местным КГБ. В то же время граждане Беларуси вполне могут вступать в иностранные ячейки.
23 апреля 2012 года изменены правила — в продаже только МАВРО с доходностью 40 % в месяц. Прекращается «продажа» МАВРО с другой доходностью, все ранее купленные депозиты были пересчитаны под 40 % со дня покупки. Кроме того, с 23 апреля по 15 мая введен дополнительный бонус 50 % на все новые вклады (то есть вклад автоматически увеличивается в полтора раза при условии, что деньги не будут трогать в течение месяца).
14-15 мая 2012 года ряд СМИ опубликовал сообщения о письме тысячника Артема Прокофьева, текст которого разместил в своём блоге топ-менеджер «Тинькофф банка» Олег Анисимов. В письме рассказывается о проблемах в верхних структурах МММ-2011 и об отсутствии перспектив их решения. В комментариях делается вывод, что «в ближайшее время вся пирамида может рухнуть».

### Сворачивание деятельности
23 мая 2012 года стандартная доходность снижена с 40 % до 30 % за деньги, находящиеся в обороте, и до 10 % за деньги, находящиеся на счету участника без движения. Бонусы отменены задним числом (аннулируются и выплачены не будут). Любая структура, признанная убыточной, расформировывается с возвращением участникам этой структуры изначально вложенных ими денежных сумм и +10 % компенсации вдобавок. Если такой (исключаемый) участник уже успел вывести из системы значительно больше, чем он вложил (точнее, более 110 % от изначального вклада), то этого участника исключают без какого-либо перевода ему денежных средств. Эта операция названа С. П. Мавроди «ФЕНИКС» и руководителем операции назначен один из старых руководителей структуры — Константин Константинов.
29 мая 2012 года Мавроди записывает внеочередное видеообращение, в котором признает наличие серьёзных проблем в МММ-2011 и рекомендует ввести мораторий на выдачу денег старым вкладчикам и на отрицательные отзывы об МММ.
31 мая 2012 года в МММ-2011 вводится «режим спокойствия» (с ограничением выплат). Создается новая пирамида МММ-2012, фактически для покрытия выплат МММ-2011.
По данным, собранным «Комсомольской правдой», все офисы МММ-2011 в Нижнем Новгороде были закрыты до конца мая.
16 июня 2012 года Мавроди отменяет «режим спокойствия» и делает заявление, согласно которому «никакое возобновление работы МММ-2011… в этих новых нынешних реалиях уже попросту невозможно.» Также заявляется о начале поэтапной выплаты средств участникам. При этом выплачиваться будет «номинал плюс 10 % минус уже полученное». Так как в МММ-2011 средств на выплаты недостаточно, предполагается использовать средства от новой пирамиды — МММ-2012. Прогнозируемый срок выплат — 2-3 месяца, при этом сначала предполагается возврат вкладов до 10 тысяч рублей, затем — до 20 тысяч и так далее.

## Механизм функционирования
На сайте есть специальное предупреждение о том, что данный проект является финансовой пирамидой, что нет гарантий получения дохода и возврата вложенного, участник крайне рискует и может потерять в любой момент все свои деньги. Деньги могут не заплатить без всяких на то причин и объяснений. В своём предупреждении Сергей Мавроди говорит о том, что правил в МММ-2011 нет, но на практике он настаивает на соблюдении установленных им «правил». В различные условия покупки МАВРО, в правила начисления бонусов и т. п. Мавроди регулярно вносит изменения. Условия, актуальные сегодня, могут существенно измениться уже через несколько дней.
Механизм действия МММ-2011:
1. Нужно стать членом первичной ячейки («десятки»). Для этого есть несколько вариантов
  - напрямую обратиться к десятнику или руководителю ячейки. Это может быть лично знакомый десятник (руководитель) или выбранный из списка. Есть отдельная «образцовая» ячейка, которой руководит «Управляющий», присоединение к которой рекламируется как «Упрощённая регистрация»;
  - собрать собственную десятку и присоединиться к существующей сотне через личное обращение к сотнику (руководителю) или по «упрощённой регистрации»;
  - зарегистрироваться на официальном сайте для вступления в новую десятку, формируемую из случайных участников. После формирования десятки проводятся выборы десятников, которые потом участвуют в выборах сотников, из которых выбираются тысячники. Есть возможность самому выбрать уже существующую десятку и присоединиться к ней.
2. Десятнику сообщается, сколько денег составляет «взнос» и в какой форме. Суть взноса в том, чтобы зарезервировать («заморозить») оговоренную сумму. Возможна передача её наличными десятнику для размещения на счёту десятки (обычно, это пластиковая карта), возможно хранение на своём банковском счёте или в виде электронных денег. Десятник имеет право в любой момент проверить, что деньги там действительно лежат и не трогаются, а также потребовать перечислить деньги для выплат любому другому участнику.
3. Сумма «взноса» делится на текущий курс покупки МММ-долларов, которых существует несколько видов. Считается, что таким образом участник «купил» некоторое количество МММ-долларов оговоренного вида. Эта сумма сообщается всем членам десятки и организаторам МММ-2011, которые осуществляют централизованный учёт количества принадлежащих участникам МММ-долларов. Участнику в его кабинете на официальном сайте доступна информация о количестве принадлежащих ему МММ-долларов различных видов. Сумма «покупки» первоначально разрешалась в интервале от 1 до 5000 МММ-долларов. Ныне она не ограничена.
4. Для получения реальных денег виртуальные МММ-доллары «продаются» по курсу продажи. На официальном сайте утверждается, что сделать это можно в любой момент и на любую сумму — достаточно обратиться к десятнику с заявлением о желании продать. Десятник должен выплатить деньги из средств десятки. При нехватке денег предполагается обращение к сотнику, который перераспределяет средства других десяток своей сотни или обращается к тысячнику.

«Десятки», «сотни» и «тысячи» − это названия первого (низшего), второго и третьего уровней структурной организации системы МММ-2011. Реальная численность ячейки не обязательно соответствует цифровому наименованию.
Существовало несколько видов МАВРО (виртуальных единиц учёта): обычные, реферал-бонусные, «депозитные», «страховые» и лотерейные. Они различались уровнем доходности (20 %, 30 %, 40 %, 45 %, 50 %, 55 %, 60 %, 65 %, 75 % в месяц) и условиями их «покупки» (простые, для пенсионеров, «депозитные» с ограничением минимального срока вложения, сверхдоходные «депозитные» с ограничением минимального срока вложения, «страховые», «лотерейные»). С 23 апреля 2012 года «купить» можно только МАВРО с доходностью 40 % в месяц. Доход участника формируется за счёт изменения цены МАВРО. Каждый вторник и четверг публикуются на официальном сайте цены покупки и продажи (котировки) не только текущие, но и будущие (на год вперёд). Цены в данный момент не зависят от спроса, предложения или других факторов, кроме текущей даты. Согласно «правилам» МММ-2011, котировки назначаются лично Сергеем Мавроди, «просто моим волевым решением, два раза в неделю, по вторникам и четвергам, и предположительно будут только расти». Подобная «самокотировка» была характерна и для первого проекта МММ.
Средства ячейки могут использоваться не только для передачи другим ячейкам, но и для оплаты рекламы, для закупки листовок и т. п. При подобном расходовании средств количество МАВРО каждого из участников соответствующей ячейки не меняется. Десятникам рекомендовано в первую очередь тратить те средства, которые хранятся непосредственно у членов десятки или на их личных депозитах, а не на общем счету десятки.
По состоянию на январь 2012 года, в системе МММ-2011 не предусматривается использование аккумулированных средств для получения дохода или какого-либо другого источника увеличения суммарных средств, кроме привлечения новых участников, средства которых используются для выплат тем, кто продаёт свои МАВРО.

## МММ-2012
31 мая 2012 года Сергей Мавроди объявил о создании новой пирамиды «МММ-2012». Одна из декларируемых целей — использовать 10 % средств от новой пирамиды для выплат участниками пирамиды МММ-2011. Базовый принцип работы не изменился. В руководящие структуры вошли люди, которые являлись крупными руководителями в МММ-2011.

### Система вкладов и выплат
Система МММ-2012 повторяет систему МММ-2011 с несколькими изменениями: упразднены счета десяток, вместо этого деньги хранятся на личных счетах участников; система более автоматизирована, что якобы исключает человеческий фактор.
Каждый участник в «личном кабинете» на сайте системы оформляет «покупку» виртуальных «Мавро», курс которых назначает Мавроди и опубликован на сайте системы. После «покупки» деньги остаются у участника (на его счету), но считаются зарезервированными и переданными в распоряжение системы. При оформлении в личном кабинете заявки на «продажу» Мавро «Диспетчер» (программа, работающая на сайте, которая якобы автоматически распределяет выплаты между участниками) направляет другому участнику поручения на выплату в пользу «продавца» Мавро. Участнику через личный кабинет в любое время может прийти поручение на передачу зарезервированных средств или их части другому участнику системы.
Таким образом, участники передают денежные средства непосредственно друг другу, не передавая деньги для централизованного накопления. Централизованно ведётся учёт участников, купленных ими Мавро и «зарезервированных» сумм, находящихся у участников.

### Остановка пирамиды
2 октября 2012 года на официальном сайте Сергей Мавроди объявил об отмене годовых «депозитов» с доходностью 75 % в месяц. Участникам была предоставлена возможность «продать» свои вклады системе по текущему курсу, либо вывести денежные средства из системы. Также отменено оформление новых полугодовых «депозитов» с доходностью 65 % в месяц. Ранее оформленные продолжали находиться в системе на прежних условиях.
19 декабря 2012 года Мавроди заявил, что ситуация «чудовищная совершенно» и «неприемлемая» и, если это не прекратится, нас «ждет печальный конец». По новым правилам, аннулируются все запросы на выплату, запрещается получать более, чем начальное «вложение». Ограничения вводились до 1 февраля и не касались средств, переданных системе после 19 декабря. Для новых средств была введена система бонусов (50 % до 31 декабря 2012 года с продлением до 15 января 2013 года, 40 % до 1 февраля).
21 января 2013 года, Мавроди в своем видеообращении объявил о «смене концепции». Фактически, МММ расформирована на сотни автономных структур со своим автономным бюджетом и автономными правилами. Сам же Мавроди будет взимать «налог» с руководства этих структур за использование его сайта как рекламной площадки. Ответственности за деятельность этих структур Мавроди нести не будет. Объявлено о сворачивании предыдущих проектов — «Авто за полцены», «Касса возврата МММ-2011».
В марте 2014 года в Москве была задержана группа аферистов, которые пострадавшим от деятельности «МММ-2011» сообщали о возможности возврата вложенного при условии участия специальным взносом в фонде возврата «МММ-2011». Затем мошенники сообщали о блокировке платежа и для получения обещанных денег требовали дополнительные выплаты якобы на оплату пошлин и налогов.
6 декабря 2015 года Мавроди опубликовал заявление о прекращении работы МММ в России, Белоруссии и Казахстане и объявил работающие в этих странах сайты МММ мошенническими.

## Юридические особенности
МММ-2011 не является юридическим лицом или общественной организацией. Фактически, это нигде официально не зарегистрированная социальная сеть. Мавроди характеризовал МММ-2011 как «Социальная Структурированная Финансовая Сеть, или Глобальная (Тотальная :-)) Касса Взаимопомощи».
С самого начала организатор Сергей Мавроди заявлял, что МММ-2011 является финансовой пирамидой. Это подтвердила 3 февраля 2011 года Федеральная антимонопольная служба (ФАС России) в своём заключении, и члены Экспертного совета пришли к выводу, что схема МММ-2011 несёт в себе признаки мошенничества, так как она в реальности никогда не принесёт заявленной доходности.
Однако, прямое и неоднократное предупреждение самого Мавроди (о том, что это финансовая пирамида, что деньги могут не вернуть, что у него непогашенная судимость) делает проблематичным доказать, что МММ-2011 является мошенничеством. Так как «вложенные» средства участники не обязаны никому передавать, деньги могут оставаться даже на их личных банковских счетах, то нет факта хищения.
По мнению Роспотребнадзора, финансовая пирамида Мавроди имеет правила, характерные для азартных игр.
Нет возможности какой-либо независимой проверки количества участников пирамиды.

## Уголовные дела в отношении участников и организаторов МММ-2011

### Белоруссия
В Белоруссии в апреле 2012 года в отношении организаторов региональных ячеек было возбуждено дело по ч. 3 ст. 233 (незаконная предпринимательская деятельность);. В 2015 году 14 сотников и десятников «МММ-2011» были осуждены в Белоруссии. Окончательно (после обжалования в Верховном суде Республики Беларусь) были назначены следующие виды наказания: 6 подсудимых получили лишение свободы на срок до 4,5 лет с конфискацией имущества, 6 осужденных получили лишение свободы с отсрочкой исполнения приговора, один освобожден от наказания по амнистии, ещё одна получила штраф в 500 базовых величин. Также 13 осужденных из 14 лишены права заниматься предпринимательской деятельностью в течение 5 лет.

### Молдавия
21 мая 2012 года молдавские банки заблокировали сотни счетов участников финансовой пирамиды «МММ-2011». В апреле прокуратура Молдавии возбудила уголовное дело в отношении Сергея Мавроди, обвинив его в незаконной предпринимательской деятельности.
В Молдавии также было возбуждено уголовное дело за осуществление финансовых операций без лицензии центробанка. Неоднократно запрещалась реклама МММ-2011. Нацбанк Молдовы напоминал, что деятельность МММ-2011/МММ-2012 на территории Молдовы ведется с нарушением законодательства.

### Россия
В апреле 2011 года в Колыванском районе Новосибирской области в отношении местного жителя Алексея Астафьева было возбуждено уголовное дело за незаконное предпринимательство (ч. 1 ст. 171 УК РФ). Астафьев руководил местным подразделением МММ-2011. Сергей Мавроди содействовал деятельности своими советами, указаниями, а также предоставлял Астафьеву рекламную поддержку и информационные ресурсы.
Более чем через год, в мае 2012 года по требованию прокурора Колыванского района Новосибирской области правоохранительные органы возбудили против Мавроди уголовное дело по признакам преступления, предусмотренного ч. 5 ст. 33, ч. 1 ст. 171 УК РФ (пособничество в незаконном предпринимательстве)..
Однако прямое и неоднократное предупреждение самого Мавроди о том, что это финансовая пирамида, что деньги могут не вернуть, что у него непогашенная судимость, делает проблематичным доказать, что МММ-2011 является мошенничеством (хищением путём обмана или злоупотреблением доверием) или незаконным предпринимательством. Несмотря на то, что Мавроди является организатором пирамиды, он заявляет, что не получает от неё дохода. Любые платежи в системе участники делают добровольно. Никаких формальных обязательств нет. За отказ перечислить средства по указанию десятника или сотника участнику грозит лишь исключение его из системы. Заставить участника пирамиды произвести платёж нет юридических оснований.
7 июня 2012 года Главное следственное управление ГУ МВД России по г. Москве возбудило уголовное дело в отношении неустановленных лиц, создавших финансовую пирамиду «МММ-2011» по ч. 3 ст. 30 и ч. 4 ст. 159 УК РФ (покушение на мошенничество, совершенное организованной группой в особо крупном размере). О каком-либо результате расследования или обвинений в адрес Мавроди не сообщалось.

### Подоходный налог
В Российской Федерации с полученных доходов граждане должны уплачивать подоходный налог. Неуплата подоходного налога является налоговым правонарушением, которое преследуется в административном или уголовном (уклонение от уплаты налогов) порядке. В то же время, в соответствии со статьей 217 п.18.1 Налогового Кодекса РФ, денежные средства, получаемые от физических лиц в порядке дарения, подоходным налогом не облагаются.
В зависимости от законодательства стран и его трактовок возможны варианты в вопросе налогообложения:
- Участники схемы предпринимают определённые действия ради получения денег больше, чем вкладывают. Именно это является их целью участия в МММ-2011. Те, кто получил денег больше вложения, достигли своей цели и получили доход на понесенные затраты. МММ-2011 не является налоговым агентом, поэтому такие лица должны самостоятельно рассчитывать сумму налога и подавать декларацию в налоговые органы. Кроме того, при получении прибыли в крупном размере (более полутора миллионов рублей) наступает ответственность за незаконное предпринимательство, поэтому необходима регистрация индивидуального предпринимателя. Именно за незаконную предпринимательскую деятельность в отношении участников МММ-2011 было возбуждено уголовное дело в Минске.[43]
- В рамках системы МММ-2011 все денежные средства передаются добровольно и на безвозмездной основе только между физическими лицами. Данные операции участники системы могут трактовать как дарение или пожертвование денежных средств на основе договора, заключенного в устной форме по факту передачи денежных средств (согласно статьям 574 и 158 п. 2 Гражданского Кодекса РФ). В этом случае доходы в денежной форме, полученные физическим лицом в порядке дарения от другого физического лица, освобождаются от обложения налогом на доходы физических лиц на основании пункта 18.1 статьи 217 Налогового Кодекса РФ. Правда, для применения этой нормы потребуется доказать, что передавшее средства лицо (даритель) действительно действовало на безвозмездной основе, ничего не ожидая взамен за свой дар, и не является предпринимателем или представителем юридического лица.

### Политическая партия МММ
16 сентября 2012 года, в Курске состоялся учредительный съезд оргкомитета политической партии «МММ», на котором лидером партии был избран Сергей Мавроди. 21 сентября также был учреждён оргкомитет партии «Мы Можем Многое», название которой является аббревиатурой компаний МММ-2011 и МММ-2012. Оба оргкомитета были учреждены сотрудниками МММ чтобы не допустить использования клона со схожим названием. Впоследствии Минюст России отказал оргкомитету в регистрации. Оргкомитет прекратил существование.